# Одесса (альпинистский клуб)

Эмблема альпклуба «Одесса»

Альпклуб «Одесса» — украинский альпинистский клуб из одноименного города. Создан на базе альпсекции ДСО «Авангард» в 1975 году. Президент клуба с 1995 года — Валентин Константинович Симоненко.

## История

### Крымско-Кавказский Горный Клуб (1890—1918)
Прародителем современного альпинистского клуба принято считать Крымский Горный Клуб, который возник
25 января 1890 года . В 1905 году клуб был переименован на Крымско-Кавказский.
Правление клуба находилось в Одессе и в разные годы имело 8 подчиненных ему отделений, крупнейшим из которых было Ялтинское.
Основными направлениями деятельности клуба были: туристическо-экскурсионная и научная. В клубе функционировали две рабочие секции: экскурсионная секция занималась устройством всех экскурсий клуба, оказанием содействия ученым и туристам, принимала иногородние экскурсии; музейная секция ведала музеем клуба, расширением его экспозиций, их систематизацией.

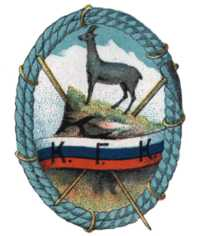
Значок Крымского горного клуба

Численность членов за все время существования клуба составила более 1400 членов.
Среди почетных членов клуба числились великая княгиня Ольга Александровна, принц Петр Александрович Ольденбургский, временный одесский губернатор Рооп, Таврический губернатор П. М. Лазарев. Почётным председателем клуба в 1902 был избран принц Александр Петрович Ольденбургский.
Клуб выдавал свой периодический журнал «Записки Крымско-Кавказского Клуба» и бюллетень «Жизнь Крымско-Кавказского Клуба». Кроме того издавались отдельные работы научного, туристского, альпинистского и краеведческого характера. Особенную роль в популяризации туризма сыграл, изданный клубом в 1904 году «Путеводитель по горам Кавказа».
С началом Первой мировой войны в деятельности клуба наступил спад. Последовавшая за ней гражданская война и иностранная военная интервенция привели к его закрытию в 1918.

### Эпоха Блещунова (1936—1975)
В 1936 году по инициативе А. В. Блещунова создается первая одесская секция альпинизма. И уже в следующем году одесситы совершают восхождению на Казбек, в 1938 — на легендарную Ушбу. В эти годы появляются первые обладатели значка «Альпинист СССР». Зимой 1939 года состоялась первая одесская альпиниада с восхождением на вершину Джантуган. Значимая оказалась Памирская экспедиция 1940 года. На высоте 6000 метров была организована высокогорная лаборатория. где изучалось влияние высоты на организм человека и исследовались вопросы фотосинтеза. Кроме того, во время экспедиции были совершены ряд первовосхождение и распутана «загадка Гармо» — сплетение горных хребтов Памира.
Во время подготовки ко второй Памирской экспедиции в 1941 началась война, и альпсекция приостановила свою деятельность.
В 1947 она снова заработала вначале под руководством Анатолия Ковбасюка. Через год его сменил Андрей Шевалев. А с 1951 году и до 1976 с небольшим перерывом возглавлял альпдвижение в Одессе Блещунов А. В.
В эти годы стремительно начинает развиваться высотный и спортивный альпинизм. Так,  в 1958 году одесситы восходят на свой первый семитысячник — пик Ленина. В 1960 году одесская команда под руководством Виктора Лившица становятся первыми чемпионами Украины по альпинизму. В дальнейшем этот успех неоднократно будет повторен в разных альпинистских классах.

### Альпклуб «Одесса» (1975 — настоящее время)
На базе альпсекции добровольного спортивного общества «Авангард» в 1975 году создается Альпклуб «Одесса». И уже в 1976 году одесские альпинисты завоевывают серебряные медали чемпионата СССР. Восхождение на вершину Мижирги в 1983 году сделало одесситов впервые чемпионами СССР. Выделяется среди прочих достижений восхождение 1987 года по новому маршруту 6-й категории сложности по Северной стене на Хан-Тенгри, которое также принесло клубу золотые медали чемпионата СССР.
Гималаи для клуба открыл Мстислав Горбенко, первый одессит, взошедший в рамках международной экспедиции «Восхождение Мира» на Эверест  Впоследствии именно гималайское направление стало приоритетным для всего украинского альпинизма.
В 1993 и 1994 одесситами покорены 3-я и 2-я вершины мира: Канченджанга и К-2.
Начиная с 1996 года сборная команда Украины на базе альпклуба «Одесса» при поддержке ведущих альпинистов проводит национальные гималайские экспедиции.
Из них наиболее выделяется Первая украинская национальная экспедиция «Эверест-99» , в рамках которой на Эвересте побывала 3 украинца, в том числе южненец Владислав Терзыул и одессит Василий Копытко.

## Достижения
| Класс                     |            |            |            |
| ------------------------- | ---------- | ---------- | ---------- |
| Высотный класс            | 1987       | 1976, 1980 |            |
| Высотно-технический класс |            | 1977       |            |
| Ледово-снежный класс      | 1983, 1988 | 1984, 1989 | 1983, 1985 |
| Скальный класс            |            | 1986       |            |
| Технический класс         |            | 1978       | 1981, 1982 |
| Итого, медалей            | 3          | 7          | 4          |

| Класс                     |                                    |
| ------------------------- | ---------------------------------- |
| Высотный класс            | 1965, 1974, 1981                   |
| Высотно-технический класс | 1967, 1980                         |
| Зимний класс              | 1989                               |
| Класс траверсов           | 1962, 1964, 1965, 1970             |
| Скальный класс            | 1987                               |
| Технический класс         | 1960, 1961, 1966, 1982, 1985, 1989 |
| Итого, медалей            | 17                                 |

| Класс             |                                          |                              |                                    |
| ----------------- | ---------------------------------------- | ---------------------------- | ---------------------------------- |
| Высотный класс    | 1992                                     |                              |                                    |
| Зимний класс      | 1994, 2002, 2009, 2010                   |                              |                                    |
| Класс малые горы  | 1993, 1999, 2000, 2001, 2003, 2007       | 1999, 2002, 2005, 2007, 2008 | 2009                               |
| Скальный класс    | 2000, 2001, 2004, 2007, 2009, 2010       | 2001, 2002                   | 1995, 1996, 1997, 1998, 2007, 2009 |
| Технический класс | 1999, 2000, 2003, 2005, 2006, 2008, 2009 | 1999, 2003, 2009, 2010       | 2005                               |
| Итого, медалей    | 24                                       | 11                           | 8                                  |

За время существования клуб воспитал: 3 заслуженных тренера Украины, 2 заслуженных мастера спорта, 5 мастеров спорта международного класса, 56 мастеров спорта СССР и Украины, 12 «Снежных барсов», 114 инструкторов альпинизма.

УТБ «Скалодром»

## Скалодром
УТБ «Скалодром» — это учебно-тренировочная база альпинистского клуба «Одесса». Она расположена у самого берега моря между пляжами «Аркадия» и «Чкаловский». На территории находится большой скалолазный стенд с искусственным рельефом высотой 15 м, с различными трассами (от 5а до 8 б).

## Интересные факты
- Среди почетных членов Крымско-Кавказского горного клуба числился бывший президент США Теодор Рузвельт и Бухарский эмир Сеид-Абдул-Ахад-Хан.[1]